# Estigmene californica
Estigmene californica là một loài bướm đêm thuộc phân họ Arctiinae, họ Erebidae.